# ديلي

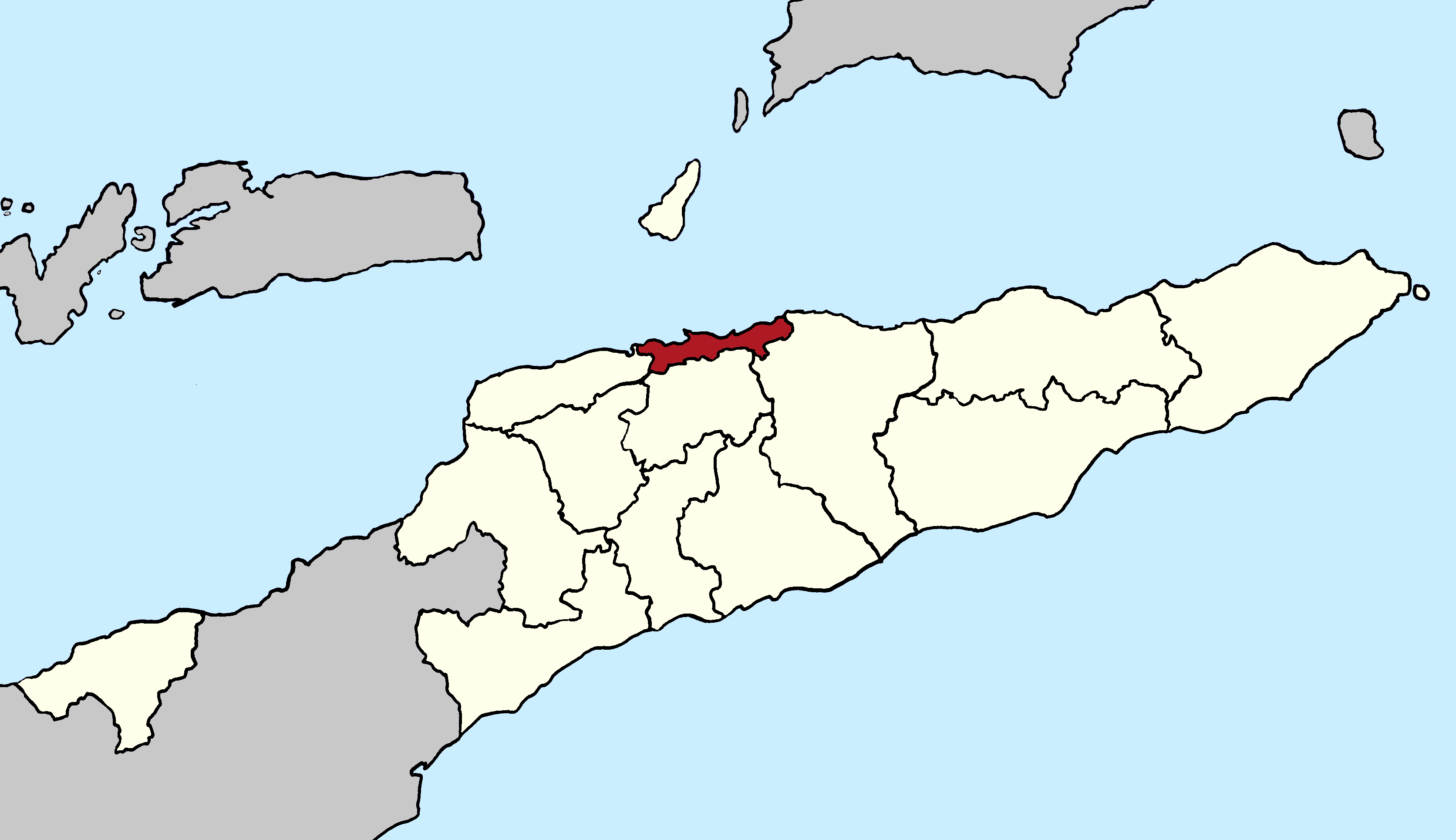
موقع مقاطعة ديلي في تيمور الشرقية.

ديلي (بالبرتغالية:Díli) هي أكبر مدن تيمور الشرقية وعاصمة البلاد. وتقع في شمال جزيرة تيمور.
تعتبر ديلي الميناء الرئيسي وأكبر مدن تيمور الشرقية ويقدر عدد سكانها بنحو 150,000 نسمة. ويوجد بها المطار الدولي الوحيد في تيمور الشرقية وهو مطار كومورو الدولي والذي يستخدم في الخدمات المدنية والعسكرية.

## تاريخ المدينة
تأسست ديلي كمستوطنة من قبل البرتغاليون في العام 1520 الذين جعلوها عاصمة تيمور البرتغالية وذلك في عام 1769.
احتلتها القوات اليابانية في الحرب العالمية الثانية.
بعد اعلان تيمور الشرقية الاستقلال عن البرتغال في 28 نوفمبر 1975 بتسعة أيام، غزت القوات الإندونيسية تيمور الشرقية. وفي 17 يوليو 1976 أعلنت تيمور الشرقية المقاطعة الإندونيسية رقم 27 تحت اسم تيمور تيمور "Timor Timur" ولتكون ديلي عاصمة المقاطعة.

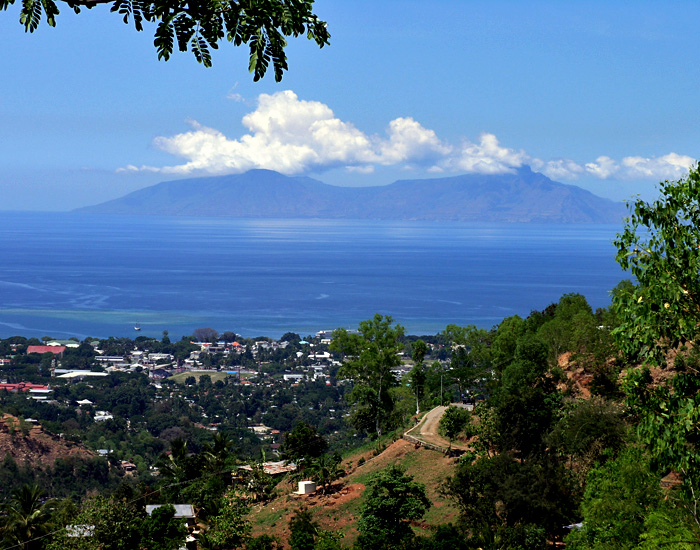
ديلي وتبدو جزيرة أوتو قبالة سواحل المدينة.
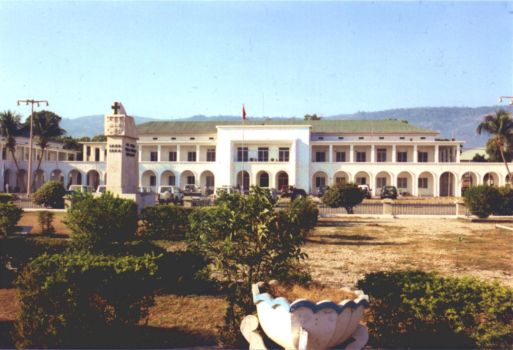
قصر الحاكم

## توأمة
لديلي اتفاقيات توأمة مع كل من:
- قلمرية
- داروين
- لشبونة
- كانبرا
- سيدني

## أعلام
- جوزيه راموس هورتا
- فرانسيسكو كزافييه دو امارال
- فرناندو دي أراوجو
- مرعي بن عمودة الكثيري
- روجر إيست

## وصلات خارجية
- Discover Dili - موقع سياحي.